# 431
Період падіння Західної Римської імперії. У Східній Римській імперії триває правління Феодосія II. У Західній правління Валентиніана III, значна частина території окупована варварами, зокрема в Іберії утворилося Вестготське королівство. У Китаї правління династії Лю Сун. В Індії правління імперії Гуптів. У Японії триває період Ямато. У Персії править династія Сассанідів.
На території лісостепової України Черняхівська культура. У Північному Причорномор'ї готи й сармати. Історики VI століття згадують плем'я антів, що мешкало на території сучасної України приблизно з IV сторіччя. З'явилися гуни, підкорили остготів та аланів й приєднали їх до себе.

## Події
- Флавій Аецій провів успішну кампанію в Реції та Норику, відновивши римський контроль на дунайському кордоні.
- Аецій також витіснив франків за Сомму. Вождь франків Хлодіон підписав з римлянами мирну угоду. Франки стали федератами Риму.
- Після 14 місяців облоги вандали здобули місто Гіппон Регій у Північній Африці й зробили його своєю столицею. Імператор Східної Римської імперії Феодосій II послав проти них військо, що висадилося в Карфагені. Однак візантійці зазнали поразки. До вандалів у полон потрапив майбутній візантійський імператор Флавій Маркіан. Після переговорів із Гейзеріхом він зберіг контроль над Карфагеном.
- К'ук'-Балам I започаткував династію мая в місті Паленке.
- Ефеський собор засудив несторіанство й затвердив Нікейський символ віри. Несторія позбавили посади патріарха в Константинополі.